# The Nth Commandment
The Nth Commandment è un film muto del 1923 diretto da Frank Borzage.

## Produzione
Il film fu prodotto dalla Cosmopolitan Productions.

## Distribuzione
Distribuito dalla Paramount Pictures, uscì nelle sale cinematografiche statunitensi il 18 marzo 1923.
Copia della pellicola viene conservata negli archivi della Library of Congress.